# Verkiezingen voor het Europees Parlement 1999/Kandidatenlijst/SGP, GPV en RPF
Hieronder volgt de kandidatenlijst voor de Europese Parlementsverkiezingen 1999 van SGP, GPV en RPF, een gezamenlijke lijst van de Staatkundig Gereformeerde Partij, Gereformeerd Politiek Verbond en Reformatorische Politieke Federatie.

## De lijst
1. Hans Blokland
2. Rijk van Dam
3. Bas Belder
4. Peter van Dalen
5. C.S.L. Janse
6. H. van Dijk
7. Willem Nuis
8. Gerrit Holdijk
9. L. Bezemer
10. W. van Grootheest
11. J.J. Verboom
12. I.G. Mostert
13. J. Pleijsier
14. A.P. de Jong
15. F. Godschalk
16. A.B.F. Hoek-van Kooten
17. Roelof Bisschop
18. R. Janssens
19. Roel Kuiper
20. H.G. Leertouwer
21. M.A. Niemeijer
22. J.H. ten Hove
23. W.B. Kranendonk
24. J.L. de Vries
25. A.W. Biersteker
26. W. Fieret
27. S. de Vries
28. Meindert Leerling
29. A. de Boer
30. Kars Veling